# Marco Antonio Sabellico
Marcantonio Coccio o Cocci (Vicovaro, 1436 circa – Venezia, 19 aprile 1506) è stato uno storico italiano, più noto come Sabellico, nome preso dal luogo di nascita, nel territorio degli antichi Sabini.

## Biografia
Fu membro dell'Accademia romana di Pomponio Leto. Insegnante di retorica in varie città come Udine, Venezia e Verona, iniziò poi a scrivere. Nelle sue innumerevoli opere ci furono orazioni, scritti sulla topografia e sulle magistrature veneziane. Per la pubblicazione della sua storia su Venezia (Decades rerum Venetarum), ottenne nel 1486 un privilegio accordatogli dal Doge. Tale concessione anticipava il diritto d'autore, volto a salvaguardare gli scrittori dai plagi e dalle copie pirata.
Sabellico fu amministratore della imponente collezione di manoscritti greci conservati nel Palazzo Ducale di Venezia, provenienti, prima dell'arrivo dei numerosi codici del cardinale Bessarione, dal saccheggio operato dai crociati nel 1204 a Costantinopoli.

## Opere
- De vetustate Aquileiae et Foriiulii, libri 6 (1482)
- Historiae rerum Venetarum ab urbe condita o Decades rerum Venetarum, libri 33 (Venezia 1487), continuata da Pietro Bembo (versione digitalizzata)
- Annotationes in Plinium (Venezia, 1487)
- De Venetis magistratibus (1488)
- Enneades sive Rhapsodia historiarum (1498-1504), scritto raccolti in 92 libri, tratta di storia universale
- Opera (Venezia 1502):
  - De situ Venetiae urbis, libri 3
  - Epistolarum familiarum, libri 12
  - Orationes, libri 12
  - De munitione sontiaca
  - De caede Sontiaca
  - De praetoris officio
  - De latinae linguae reparatione, libri 2
  - De officio scribae
  - Poemata
  - Genethliacum Venetae urbis
  - De apparatu Venetae urbis poema 
  - De Vicetiae ortu & uetustate 
  - De Italiae tumultu 
  - De Coriolani luctu 
  - De incendio carnico 
  - De barionae Cymba 
  - De Hunnii origine 
  - De inventoribus artium 
  - De laudibus Deiparae Virginis elegiae XIII
- De memorabilibus factis dictisque, Exempla, libri 10 (1507)